# Henri de Bergh
Pour les articles homonymes, voir Bergh (homonymie).
Henri de Bergh (Brême, 1573 - Brême, 12 mai 1638 ou 22 mai 1638) est un gouverneur et capitaine général du duché de Gueldre, mestre de camp général des armées du roi d'Espagne.

## Biographie
Né en 1573 à Brême, il décède le 22 mai 1638 à Zutphen. Il est le 7e des 17 enfants de Marie de Nassau (1539-1599) (sœur ainée de Guillaume Ier d'Orange-Nassau) et de Guillaume IV van den Bergh, comte de Bergh (seigneur du Pays de Bergh).
Comme tous ses frères, il sert l'armée espagnole et se bat entre autres à Jülich, Breda, Grol et en 1629 à Bois-le-Duc, où il ne peut empêcher la prise de la ville par le prince Frédéric-Henri d'Orange-Nassau.
Il s'est tellement distingué au service d'Ambrogio Spinola qu'il est devenu le deuxième commandant en importance après la trêve de douze ans dans l'armée d'Albert d'Autriche et d'Isabelle d'Espagne.
Cela fait de lui le chef du parti, principalement composé de nobles, qui n'était pas satisfait de l'influence espagnole prédominante dans le sud des Pays-Bas. Il négocia avec René de Renesse et Frédéric-Henri sur le plan Van den Bergh et Warfusée et rejoignit le stadholder par corruption en 1632. Dans sa campagne le long de la Meuse, il a conquis Ruremonde et Venlo pour le compte des Provinces-Unies; en 1633, il devint un membre officiel de l'armée d'État, mais sans entraîner beaucoup d'adhésion parmi ses partisans.
À partir de 1636, il réside à Elburg. Il décède en 1638.

## Mariage et descendance
Il épouse en premières noces en 1612 Marguerite de Withem van Beersel (1582–1627), marquise de Bergen op Zoom, fille de Jean de Witthem et Maria Margaretha de Merode.
Le couple a les enfants suivants :
- Maria Elisabeth II (1613–1671) comtesse de Bergen op Zoom,∞ Eitel-Frédéric II de Hohenzollern-Hechingen (1601–1661)
- Hermann Oswald (1614–1622)

En 1629 il épouse Hiëronyma Catharina Comtesse de Spaur-Flavon (1600–1683) fille de Georg Friedrich de Spaur-Flavon.
Le couple a les enfants suivants :
- Elisabeth Catharina (11 février 1632–20 juillet 1681) ∞ 7 août 1650 Johann IV. de Hohenrechberg-Aichen Maison de Rechberg) (5. Juin 1631–1. Juin 1676)
- Amalia Lucia (1633–1711) ∞ Paul Jacob de Waldburg-Zeil
- Wilhelmina Juliana (1638–1714) ∞ Bernhard von Sayn-Wittgenstein (30 novembre 1620; † 13 décembre 1675) puis en 2e noce ∞ Charles Eugène de Croÿ (1651–1702)

d'une autre épouse:
- Anna Maria Elisabeth (1600–1653) ∞ Bernard Albrecht von Limburg-Bronkhorst (29 août 1597; † 9 octobre 1637), fils de Jobst von Limburg-Styrum
- Hermann Friedrich (1600–1669) ∞ 16 décembre 1632 Josina de Löwenstein-Wertheim-Rochefort (*1615; † 25 décembre 1683)

## Galerie de portrait

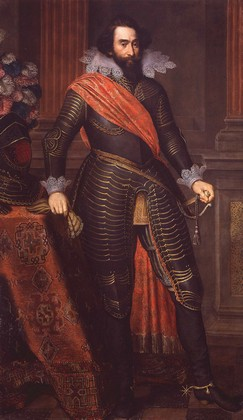
Henri de Bergh

Il est peint par Antoine van Dyck